# Iván Bukavshin
Iván Bukavshin (en ruso: Иван Букавшин; Rostov del Don, 3 de mayo de 1995-12 de enero de 2016) fue un jugador de ajedrez ruso que tenía el título de Gran Maestro desde 2011.
En la lista de Elo de la FIDE de octubre de 2015, tenía un Elo de 2657 puntos, lo que le convertía en el 23.er jugador (en activo) de Rusia, y el 93.º del ranking mundial. Ese además fue el máximo Elo en su historia.

## Resultados destacados en competición
En 2006 fue campeón de Europa de la juventud sub-12, en 2008 en sub-14, y en 2010 campeón del mundo sub-16. En 2011 obtuvo las tres normas de Gran Maestro en el Abierto de Moscú (Abierto de Aeroflot) y en la Liga de ajedrez de Rusia. Recibió el título con dieciséis años y veintitrés días.
En 2013, empató para los puestos 1.º al 11.º con Pável Eliánov, Dmitri Kókarev, Aleksandr Areshchenko, Denís Jismatulin, Oleg Kornéiev, Dragan Šolak, Vadim Zviáguintsev, Sanan Siuguirov, Maksim Matlakov e Ildar Jairulin en el Memorial Chigorin en San Petersburgo. Un año después fue subcampeón con 7½ puntos de 9, los mismos que el campeón, Ivan Ivanišević.
Por medio del Campeonato de Europa de ajedrez individual de 2015, obtuvo una plaza para participar en la Copa del Mundo de 2015, donde fue eliminado en la primera ronda por Serguéi Zhigalko. También en octubre de 2015, fue tercero en el Campeonato de Europa de ajedrez universitario jugado en Armenia, con 6½ puntos de 9 (el campeón fue Sanan Siuguírov). Falleció a consecuencia de un derrame cerebral.

## Partidas notables
- Konstantin Sakaev vs Ivan Bukavshin, Campeonato de Rusia (2011), Defensa semi-eslava: Gambito Marshall, 0-1